# Pseudolituotubella
Pseudolituotubella es un género de foraminífero bentónico de la subfamilia Lituotubellinae, de la familia Tournayellidae, de la superfamilia Tournayelloidea, del suborden Fusulinina y del orden Fusulinida. Su especie tipo es Pseudolituotubella multicamerata. Su rango cronoestratigráfico abarca desde el Tournaisiense superior hasta el Viseense inferior (Carbonífero inferior).

## Discusión
Algunas clasificaciones más recientes incluyen Pseudolituotubella en el suborden Tournayellina, del orden Tournayellida, de la subclase Fusulinana y de la clase Fusulinata.

## Clasificación
Pseudolituotubella incluye a las siguientes especies:
- Pseudolituotubella atipica †
- Pseudolituotubella bethunei †
- Pseudolituotubella dentata †
- Pseudolituotubella hibernica †
- Pseudolituotubella lobulata †
- Pseudolituotubella multicamerata †
- Pseudolituotubella septaglomospiroides †